# Uš (Ohotsko more)
Uš (rus. Остров Уш) je ruski otok na sjevernoj obali Sahalina. Nalazi se između plitkog zaljeva Bajkal i Ohotskog mora, u Sahalinskom zaljevu.
Otok se proteže se otprilike od istoka prema zapadu. Dug je 14 km, a širok prosječno 2,6 km. Grad Moskalvo i željeznička pruga nalaze se na malom poluotoku iza kanala koji dijeli otok Uš od kopna na njegovoj istočnoj strani.
Administrativno, otok pripada Sahalinskoj oblasti.

## Vanjske poveznice
- Sakhalin Oblast
- Worldwind  Arhivirana inačica izvorne stranice od 6. siječnja 2018. (Wayback Machine)